# إيجوي مارتينيز
إيجوي مارتينيز (بالإسبانية: Egoi Martínez)‏ مواليد 15 مايو 1978 في إسبانيا، هو دراج إسباني سابق في صنف سباق الدراجات على الطريق.

## سجل النتائج

### سباقات أو مراحل فاز بها
- طواف إسبانيا

## وصلات خارجية
- الموقع الرسمي

## روابط خارجية
- إيجوي مارتينيز على موقع الاتحاد الدولي للدراجات (الإنجليزية)
- إيجوي مارتينيز على موقع أرشيف الدراجات (الإنجليزية)
- إيجوي مارتينيز على موقع إحصائيات الدراجات الإحترافية (الإنجليزية)
- إيجوي مارتينيز على موقع نسبة الدراجات (الإنجليزية)
- إيجوي مارتينيز على موقع CycleBase (الإنجليزية)